# Студзенець (Вармінсько-Мазурське воєводство)
Студзенець (пол. Studzieniec, нім. Wormen) — село в Польщі, у гміні Корше Кентшинського повіту Вармінсько-Мазурського воєводства.
Населення — 78 осіб (2011).
У 1975-1998 роках село належало до Ольштинського воєводства.

## Демографія
Демографічна структура станом на 31 березня 2011 року:
|          | Загалом | Допрацездатний вік | Працездатний вік | Постпрацездатний вік |
| -------- | ------- | ------------------ | ---------------- | -------------------- |
| Чоловіки | 37      | 4                  | 31               | 2                    |
| Жінки    | 41      | 12                 | 24               | 5                    |
| Разом    | 78      | 16                 | 55               | 7                    |